# Yenagudde
Yenagudde è una suddivisione dell'India, classificata come census town, di 4.537 abitanti, situata nel distretto di Udupi, nello stato federato del Karnataka. In base al numero di abitanti la città rientra nella classe VI (meno di 5.000 persone).

## Geografia fisica
La città è situata a 13° 19' 41 N e 74° 43' 44 E.

## Società

### Evoluzione demografica
Al censimento del 2001 la popolazione di Yenagudde assommava a 4.537 persone, delle quali 2.148 maschi e 2.389 femmine. I bambini di età inferiore o uguale ai sei anni assommavano a 411, dei quali 216 maschi e 195 femmine. Infine, coloro che erano in grado di saper almeno leggere e scrivere erano 3.653, dei quali 1.835 maschi e 1.818 femmine.